# Черемшанка (Горноуральський міський округ)
Черемша́нка (рос. Черемшанка) — присілок у складі Горноуральського міського округу Свердловської області.
Населення — 50 осіб (2010, 48 у 2002).
Національний склад станом на 2002 рік: росіяни — 98 %.